# 卡洛林文艺复兴
加洛林文藝復興（法語：Renaissance carolingienne）或加洛林改革（réforme carolingienne）是8世紀和9世紀卡洛林王朝領導下的文化和研究的更新時期。主要在查理曼大帝、虔誠者路易和禿頭查理的領導下，基督宗教發展取得重大進展，同時宮廷也徵集有影響力的學者，包括阿爾昆、艾因哈德、拉巴努斯·莫魯斯、东加尔和愛留根納等。
加洛林文藝復興是中世紀西方世界最初的重大文化復興時期之一，也是一個思想上取得重大進步的時期，這主要歸功於拉丁語的重新發現、眾多古典作家作品的保存，以及對博雅教育的推廣。
然而，有關「文藝復興」的概念受到當代史學的質疑，因為它預設了羅馬時代和加洛林時代之間文化的崩潰。然而，事實證明情況並非如此，以前被稱為「黑暗時代」的中世紀早期，實際上正在恢復。

## 史學研究

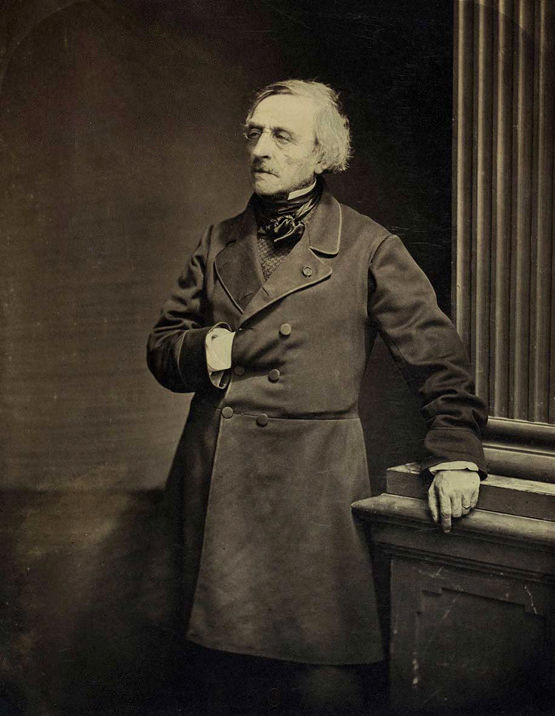
让-雅克·安培是第一個提出卡洛林文義復興概念的學者。

让-雅克·安培於1830年代後期首度創造「卡洛林文義復興」一詞，並提出相關的概念。「文義復興」一詞暗示卡洛林王朝的復興運動能與14世紀的文藝復興相提並論，這與當時主流觀點對中世紀的負面評價相左。直到20世紀，中世紀的文藝復興的概念才開始被廣為接受，而雅克·勒高夫等史家則對這樣的說法有所批評。
近來有學者提出將此時期分為查理曼推行的「第一次卡洛林文藝復興」、其後繼者統治下的「第二次卡洛林文藝復興」，並將後來的奧托文藝復興視為相同現象的延續，而納入成「第三次卡洛林文藝復興」。

## 不同範疇中的發展

### 神学与教育

#### 基督教文献整理
查理曼制订了《卡洛林书》，对第二次尼西亚公会议中关于圣像崇拜的内容进行驳斥。他还利用王权的力量，指派阿尔古因组织人员於797年—800年对当时收集到的各种《圣经》文本进行校勘，统一了《圣经》文本并将其译成了拉丁文，成为后来天主教通用定本。授权阿尔古因对基督教的文献典籍（包括《圣本笃院规》等）进行大规模的抄写和修订。

#### 教育机构
查理曼要求每一座教堂和隱修院都要设立学校与图书馆，用拉丁文传授“七艺”（语法学、修辞学、逻辑学、算术、几何、音乐和天文学），“七艺”的课程后来发展为了较为完备而独特的欧洲课程体系。
这时期著名的学者有——

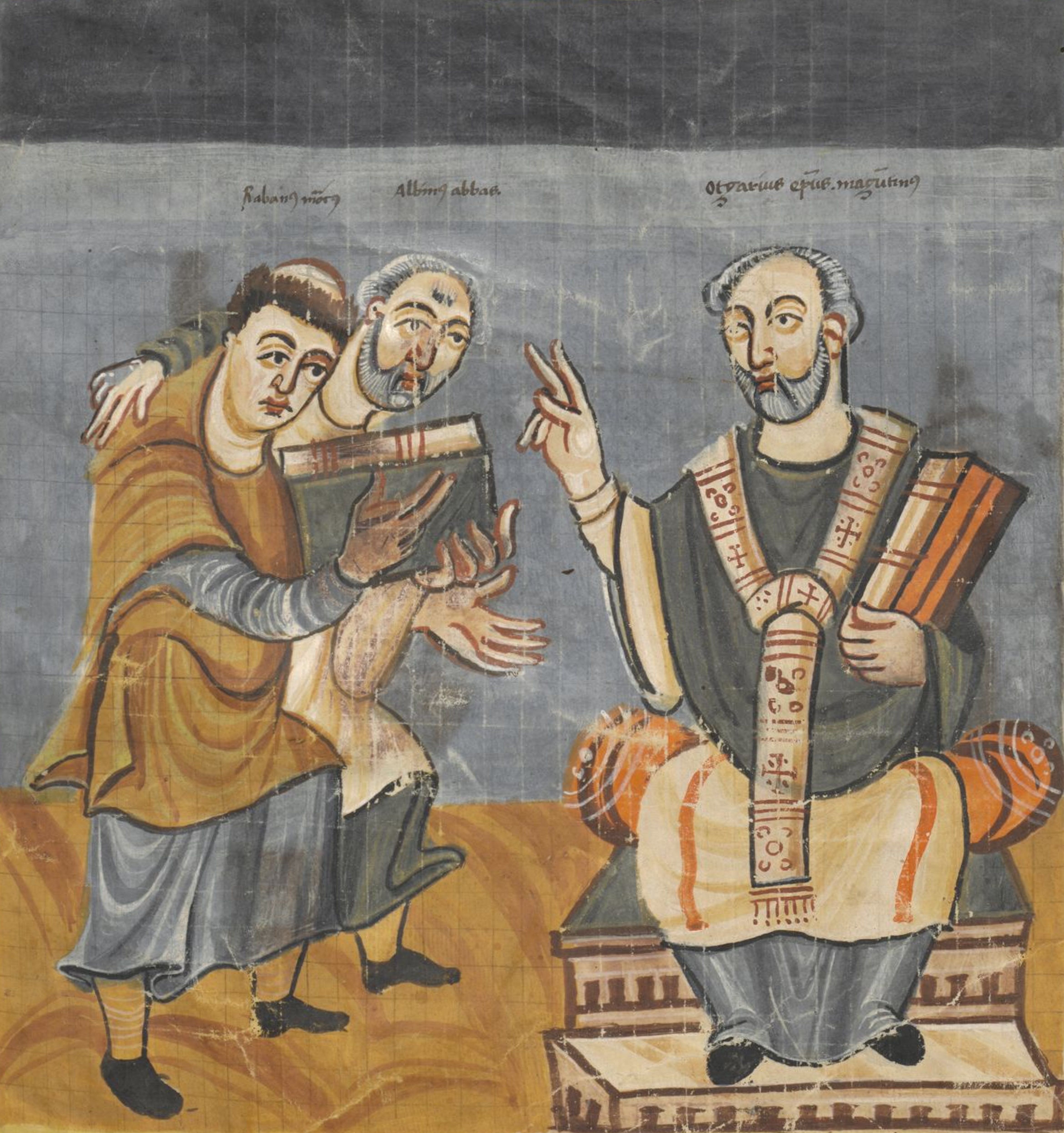
阿尔古因（中）與其學生拉巴努斯·莫鲁斯（左）都是卡洛林文藝復興中最重要的學者之一。

- 学识渊博的盎格鲁-撒克逊教士、诺森伯里亚的学者阿尔古因；
- 意大利比萨的副主教、语法学家、文学家彼得（英语：Peter of Pisa）；
- 阿奎莱亚的保利努斯；
- 伦巴底的历史编纂学家保罗执事；
- 奥尔良主教、古典派学者提奥杜尔夫（英语：Theodulf of Orléans）；
- 乌尔吉尔主教菲利克斯（英语：Felix (Bishop of Urgell)）；
- 后来撰写查理大帝传的艾因哈德；
- 协同30名同伴从英国渡海而来的修女利奥巴（英语：Leoba），她被任命为陶贝尔比绍夫斯海姆本笃会女修院（德语：Benediktinerinnenkloster Tauberbischofsheim）院长。

#### 拉丁文改革
学习读写拉丁文成了教士们的必修课，而古典拉丁語的弊端又成为了他们学习的最大障碍。基于这种情况，查理大帝下令对古典拉丁文进行改革。在阿尔古因及其学生弗雷吉兹的努力下，改革的结果是出现了用大写字母作为一个句子的开头，句子的结尾用句点结束。这种新的书写方式，改变了古典拉丁文句子与句子之间不分的书写习惯。同时，加洛林小楷书写体经过图尔向外延展扩散，形成了一种字体优美清晰的卡洛林小写字体。这种字体整齐秀丽，简便易学，影响巨大。拉丁文还在某种程度上帮助规范了各地区的民族语言，在今天的英语、法语、德语和西班牙语中都有拉丁文的印记。

### 艺术

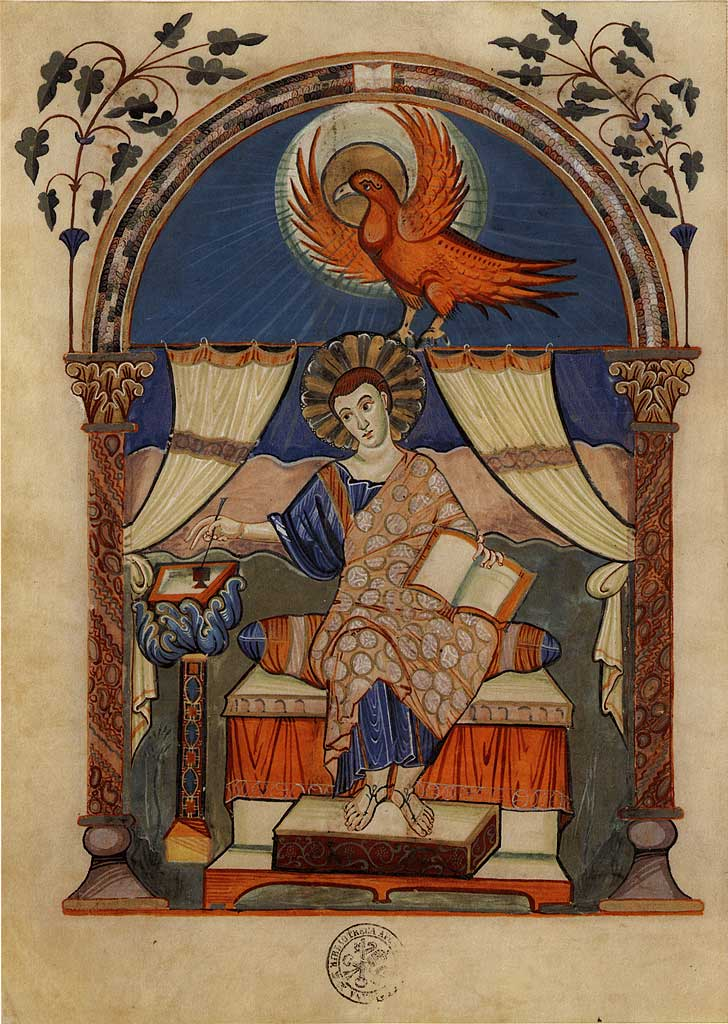
洛尔施福音书，作於778年到820年之間，是此時期重要的藝術遺產。

卡洛林艺术包括780年—900年的120年时间。
由于查理曼命令学校与隱修院抄写《圣经》，因此泥金裝飾手抄本的艺术开始发达，他们把文字的书写提升为书法与设计的艺术。在查理曼王朝之前，抄写员可以自由选取字体，包括onciale, semi-onciale, capital, rustic。查理曼时期，为保证抄本内容的准确性，统一为卡洛林小写字体。789年，国王查理曼发布命令，努力统一整个欧洲书籍的版面标准、字体标准、装饰标准。并且爱尔兰人的野性风格渐渐转化为欧陆的文雅风格。这一时期著名的抄本有：戈德斯卡尔克福音书（781–783年）、洛尔施福音书（778–820年）、艾达福音书，苏瓦松福音书，和加冕福音书等。

### 建筑
查理曼统治时期，推崇古罗马巴西利卡式建筑，并受当时的拜占庭风格影响，开创了建筑史上罗马式建筑风格的时代。
位于当时首都亚琛的亚琛大教堂为其代表作。

### 音乐
4世纪以来，基督教从地下走向公开，迅速向各地传播，不同地区的教会形成了具有自己特色的礼拜方式和礼拜特色。格里高利圣咏形成于约8、9世纪，在加洛林时代才开始广泛传播。最早从罗马带到高卢的圣咏可能只有词而没有音乐，为了让法兰克人掌握罗马圣咏，必须兴办歌唱学校并从罗马引进歌手。查理曼大帝为此不遗余力建立学校，训练人才。

## 影響
- 一些濒于散失的古代文献因此得以保存下来。阿尔琴在主持为设立的马尔穆捷修道院时，从英格兰的约克搜获到一批手稿。而古罗马历史学家蒂托·李维的著作《罗马史·第五个十年》，也是在这个时期从英格兰被收集到另一个隱修院（地处乌得勒支的洛尔施修道院），并在后来广泛影响到欧洲的。西方学者克里斯托弗·道森认为，只有通过修士和修道院的图书馆，古典文化的典籍和著述才得以保存。

- 构成欧洲文化的各种成分——古典的、基督教的、日耳曼的文化成分，被基督教思想综合起来，形成了基督教的中世纪化和基督教文化的西方化初步。延续了欧洲文化的生命。

- 古典文化典籍的收集、基督教文献的整理、宗教文化学术人才的培养，带来了崇尚文化、崇尚学术研究的新风气，这是黑暗时代中一个比较明亮的时代，改变了中世纪文化衰退的进程。

- 初步形成了中世纪学术研究的传统。在这样的研究中诞生了现代意义上的哲学等知识系统和文化体系的萌芽。